# Дъбовик
Дъ̀бовик е село в Североизточна България, община Генерал Тошево, област Добрич. Старото име на селото е Харманлък, което преведено от турски означава място за вършеене на жито или хамбар за жито.

## География
Село Дъбовик се намира в Южна Добруджа, на около 17 km североизточно от областния център град Добрич и 6 km западно от общинския център град Генерал-Тошево. Разположено е в Източната Дунавска равнина, в централната част на Добруджанското плато. Надморската височина в центъра на селото е около 240 m. Климатът е умерено континентален.
Общински пътища от село Дъбовик водят:
- на север през селата Пчеларово, Узово, Зограф, Градини, Сноп и Житен до връзка в село Красен с третокласния републикански път III-2903 и по него на югоизток към град Генерал Тошево;
- на югоизток през село Равнец до връзка с второкласния републикански път II-29 (Варна – Добрич – ГКПП Кардам, граница с Румъния);
- на юг към връзка с републикански път II-29.

Землището на село Дъбовик граничи със землищата на: село Пчеларово на запад и северозапад; село Зограф на север; град Генерал Тошево на североизток; село Равнец на изток; село Пленимир на югоизток; село Генерал Колево на юг; село Царевец на югозапад; село Ломница на запад.
Числеността на населението на село Дъбовик по данните от преброяванията от 1934 г. насам се променя както следва:
| \| Година на преброяване \| Численост \| \| --------------------- \| --------- \| \| 1934 \| 573 \| \| 1946 \| 672 \| \| 1956 \| 878 \| \| 1965 \| 828 \| \| 1975 \| 556 \| \| 1985 \| 432 \| \| 1992 \| 332 \| \| 2001 \| 259 \| \| 2011 \| 160 \| \| 2021 \| 141 \| |           |
| Година на преброяване | Численост |
| 1934 | 573       |
| 1946 | 672       |
| 1956 | 878       |
| 1965 | 828       |
| 1975 | 556       |
| 1985 | 432       |
| 1992 | 332       |
| 2001 | 259       |
| 2011 | 160       |
| 2021 | 141       |

Етническият състав на населението по численост и дял на етническите групи според преброяването през 2011 г. е:
| Етнически групи     | Численост | Дял (в %) |
| Общо                | 160       | 100       |
| Българи             | 111       | 69,38     |
| Турци               | ...       | ...       |
| Цигани              | ...       | ...       |
| Други               | 7         | 4,38      |
| Не се самоопределят | ...       | ...       |
| Не отговорили       | 40        | 25,00     |

## История
Селото е споменато за първи път в списък от 1573 г. на джелепкешаните – търговци овцевъди, където е записано като Харманлък.
След Руско – турската война (1877 – 1878) и Освобождението селото е в България от 1878 г. до 1913 г. и от 1940 г. В Списъка на населените места по преброяването на 1 януари 1881 г. то фигурира като Харманлък в община Ели-Бей (Пчеларово), околия Добрич, окръг Варна. През 1942 г. селото – тогава Харманлък, е преименувано на Дъбовик. След края на Междусъюзническата (Втората балканска) война по силата на Букурещкия договор от 1913 г. (чиито условия България отказва да приеме за окончателни) селото остава в румънска територия. Върнато е на България по Крайовската спогодба от 1940 г.
Селото е преименувано на Дъбовик заради съществувалата тогава дъбова гора край него. През 1950 г. гората е изсечена, като остават част от дъбовете и през 1982 г. въз основа на тях е обявена природната забележителност „Вековна гора - Летен дъб“ с площ 0,2 ha.
След Освобождението на България едни от първите заселници в селото са бащата на родената в него през 1885 г. българска поетеса Дора Габе – Петър Габе (Пейсах Габе), Лука Ангелов и българи от град Николаев, област Одеса (Украйна) от родовете Бакларови и Мавродиеви.
През 1941 г. по силата на Крайовската спогодба в селото се заселват и българи от село Горна Чамурла, Румъния. Първият кмет на селото е Григор Бакларов. Той приема заселниците от Северна Добруджа.
Читалище в село Харманлък (Дъбовик) основават жителите му през 1940 г., а през 1950 г. построяват със собствени средства и нова сграда за него. Читалището отначало носи името „Христо Ботев“, а през 2005 г. е преименувано на „Дора Габе“. През 1995 г. по инициатива на настоятелството на читалището в селото се открива мемориална експозиция „Дора Габе“.
Училище „Константин Величков“ се създава в село Харманлък (Дъбовик) през 1940 г. с предмет на дейност учебно-възпитателна работа – I – IV отделение (начално). Училището прекратява дейността си през 1969 г. като основно.

## Обществени институции
Изпълнителната власт в село Дъбовик към 2024 г. се упражнява от кметски наместник.
Към 2024 г. в село Дъбовик има действащо читалище „Дора Габе – 1940“.

## Културни и природни забележителности
- Мемориална експозиция „Дора Габе“ – намира се в сградата на читалището. Съдържа фотоси и лични вещи на поетесата.
- Паметник на Дора Габе
- Паметник на Леонти Бакларов – деец на Добруджанската революционна организация.

## Редовни събития
От 1996 година на всеки две години се провежда националният конкурс за млада поетеса на името на Дора Габе, а всяка година в началото на май се провежда конкурс за млади изпълнители на кавал и добруджански народни песни „Иван Георгиев“, всяка година в края на месец септември се провежда събор на българите от Северна Добруджа

## Личности
- Дора Габе (1885 – 1983) – българска поетеса
- Иван Георгиев (1931 – 1992) – народен певец
- Леонти Бакларов – борец за освобождението на Добруджа от румънска власт